# David Jackson (musicista)
David Nicholas George Jackson (Stamford, 15 aprile 1947) è un sassofonista, flautista e compositore britannico.
Soprannominato Jaxon, è conosciuto per lo più per la sua appartenenza al gruppo di rock progressivo dei Van Der Graaf Generator, del quale fu membro per la maggior parte degli anni settanta e per la loro riunione del 2005.  A settembre 2006 fu annunciato tuttavia che Jackson avrebbe lasciato i VdGG.  In un'intervista rilasciata nel marzo 2007, il leader dei VdGG Peter Hammill affermò che la ragione per la partenza di Jackson dal gruppo era che lui "sembrava non riuscire a comprendere su cosa ci fossimo accordati, e aveva difficoltà nel fare quel salto nel buio che l'essere in questo gruppo ha sempre richiesto. Questo lo ha messo in conflitto con noi sia come gruppo che individualmente."Sofa Sound - Newsletters
Il suo modo di suonare il sassofono è caratterizzato dall'uso frequente di due strumenti suonati nello stesso tempo, uno stile che imitò  da Rahsaan Roland Kirk, che per stile e tecnica influenzò moltissimo Jackson.
Oltre al suo lavoro con i VdGG, Jackson ha collaborato con altri musicisti e frequentemente con gli altri membri dei VdGG, come nell'album  The Long Hello . Jackson ha frequentato l'Università di Dundee e ha lavorato come insegnante di matematica. Ha lavorato anche con persone disabili, insegnando loro a fare musica attraverso l'uso di una tecnologia nota come Soundbeam.
Dal 2007 (con la pubblicazione dell'album Prog Family) collabora con la rinnovata formazione dello storico gruppo progressive italiano Osanna.
Nel 2012/2013 collabora con la Alex Carpani Band insieme ai quali è in tour nei continenti europeo e americano.
Nel 2013 collabora con il ReaGente 6 nell'album Live! registrato dal vivo alla Casa del Jazz.
Il 16 Marzo 2016 esce Another Day un nuovo album di inediti in collaborazione con David Cross (ex King Crimson)

## Discografia

### Da solista
- Savages (cassetta) (1990)
- Hazard Dream Sequence (EP) (1991)
- Tonewall Stands (1992)
- Fractal Bridge (1996)

### DVD
- Guastalla - Live Tonewall & Soundbeam (2003)

### Collaborazioni
- The Long Hello (Hugh Banton, Guy Evans, David Jackson; 1973)
- Come un vecchio incensiere all'alba di un villaggio deserto (con Alan Sorrenti, 1973)
- Dinner At The Ritz (with City Boy; 1976)
- The Long Hello Volume Two (Nic Potter, Guy Evans; 1981)
- The Long Hello Volume Three (David Jackson, Guy Evans; 1982)
- The Long Hello Volume Four (David Jackson, Guy Evans, Life of Riley; 1983)
- six singles con Jakko Jakszyk (1982-1984)
- Sarah Jane Morris (con Sarah Jane Morris, 1988)
- Spaced Out (con Magic Mushroom Band, 1991)
- The Single (Grand Opening Song / Minutes Of Peace) (cassetta singola with il coro della Wildridings Primary School, 1991)
- Eye Of The Angel (con Astralasia)
- DemocraZy (con Judge Smith, 1991)
- The House That Cried (lavoro corale, dal vivo con Judge Smith, 28 Oct 1993)
- Curly's Airships (con Judge Smith, 2000)
- Beams & Bells: Live at the QEH (dal vivo con Treloar School & Ballard School, 2001)
- A to Z Healthy Choices (con St. John's CE (Aided) Primary School, 2003)
- Batteries Included (live with René van Commenée, 2003)
- The Music That Died Alone (con The Tangent, 2003)
- Re-Collage (con Tony Pagliuca e Massimo Donà Quintet, 2004)
- Lycanthrope (con Mangala Vallis, 2005)
- Twinkle (stage musicale con Judge Smith, 11 July 2007)
- The Courting Ground (con Dorie Jackson, 2007)
- "The Light of the World/I Don't Know What I'm Doing" (singolo con The Tribal Elders, 2007)
- Distress Signal Code (con Stelios Romaliadis [Lüüp], 2008)
- Prog family (con Osanna, 2008)
- Down in shadows (con N.y.X, 2009)
- In Hoc Signo (con Ingranaggi della Valle, 2013)
- Live! (con ReaGente 6, 2014)
- Ellesmere II - From Sea and Beyond (con Ellesmere, 2018)
- Wyrd (con Ellesmere, 2020)
- Stranger Skies (con Ellesmere, 2024)